# Ludwig Hagemann (Historiker)
Ludwig Hagemann (* 30. November 1859 in Frohnhausen/Westfalen; † 18. November 1941 in Niedermarsberg) war ein deutscher katholischer Pfarrer und Lokalhistoriker. 
Er war Pfarrer in der Warburger Altstadt. Danach wirkte er als Propst und Dechant im westfälischen Niedermarsberg. Er war Autor von Schriften über die Warburger und Marsberger Geschichte. Als Propst begann er in den 1930er Jahren für ein Heimatmuseum (heutiges Heimatmuseum der Stadt Marsberg) zu sammeln, das er dann 1935 gründete. Ob dieses Gründungsjahr gleichbedeutend mit dem Eröffnungsjahr ist, bleibt unklar.

## Schriften
- Aus Marsbergs alten und neuen Tagen. 1914. (ULB Münster)
- Aus Marsbergs Geschichte. Niedermarsberg o. J. [1936].
- Aus der Geschichte der kath. Pfarrgemeinden Marsbergs. 2. Auflage, 1939.
- Geschichte und Beschreibung der beiden katholischen Pfarreien in Warburg.
  - Band 1: Die Neustädter Pfarrei. Paderborn 1903. (UB Paderborn)
  - Band 2: Die Altstädter Pfarrei. Paderborn 1904.